# Ain Kada
Ain Kada (em árabe: عين قادة) é uma comuna localizada na província de Sidi Bel Abbès, Argélia. De acordo com o censo de 2008, a população total da cidade era de 1 985 habitantes.